# Bisdom Kaišiadorys
Het bisdom Kaišiadorys (Latijn: Dioecesis Kaisiadorensis, Litouws: Kaišiadorių vyskupija) is een in Litouwen gelegen rooms-katholiek bisdom met zetel in de stad Kaišiadorys. Het bisdom behoort tot de kerkprovincie Vilnius en is, samen met het bisdom Panevėžys, suffragaan aan het aartsbisdom Vilnius.
Het bisdom werd opgericht op 4 april 1926 door paus Pius XI. Het bisdom bestaat uit het gebied van de kerkprovincie Vilnius dat na de annexatie door Polen in 1922 van een deel van Litouwen, niet aan Polen, of Midden-Litouwen toeviel, maar aangesloten bleef bij de Republiek Litouwen.

## Bisschoppen van Jelgava
- 1926-1942: Juozapas Kukta
  - 1942-1943: Juozapas Matulaitis-Labukas (apostolisch administrator)
- 1943-1962: Teofilius Matulionis (sinds 1946 werd hem de uitoefening van zijn ambt verboden door het Sovjetregime)

### Apostolisch administrator
- 1946-1949: Bernardas Sužiedėlis
- 1949-1957: Juozapas Stankevičius
- 1959-1962: Juozapas Meidus
- 1962-1974: Povilas Bakšys
- 1974-1982: Juozapas Andrikonis
- Vincentas Sladkevičius M.I.C.
  - 1957-1982: wijbisschop
  - 1962-1982: huisarrest en verbod op ambtsuitoefening
  - 1982-1989: apostolisch administrator
- 1989-1991: Juozapas Matulaitis (vanaf 1991 bisschop)

### Bisschop
- 1991-2012: Juozapas Matulaitis (tot 1991 apostolisch administrator)
- 2012-heden: Jonas Ivanauskas